# Софіївська волость (Верхньодніпровський повіт)
Софіївська волость — адміністративно-територіальна одиниця Верхньодніпровського повіту Катеринославської губернії.
Станом на 1886 рік налічувала 1 поселення, 1 сільську громаду. Населення — 5323 особи (2735 чоловічої статі та 2588 — жіночої), 762 дворових господарства.
|                     | Площа, десятин | У тому числі орної, десятин |
| ------------------- | -------------- | --------------------------- |
| Сільських громад    | 15452          | 10757                       |
| Приватної власності | —              | —                           |
| Іншої власності     | 120            | 40                          |
| Загалом             | 15572          | 10807                       |

Поселення волості:
- Софіївка — село над річкою Кам'янка в 25 верстах від повітового міста, 3542 особи, 550 дворів, православна церква, єврейський молитовний будинок, школа, постоялий двір, 5 лавок, 2 винних склади, 4 ярмарки, базари по четвергах.

За даними на 1908 рік до волості було приєднано територію колишньої Енгельгардто-Василівської волості, утворилось кілька виокремлених хуторів, загальне населення волості зросло до 16 095 осіб (7884 чоловічої статі та 8211 — жіночої), 2254 дворових господарств.